# 호스 (핑걸주)

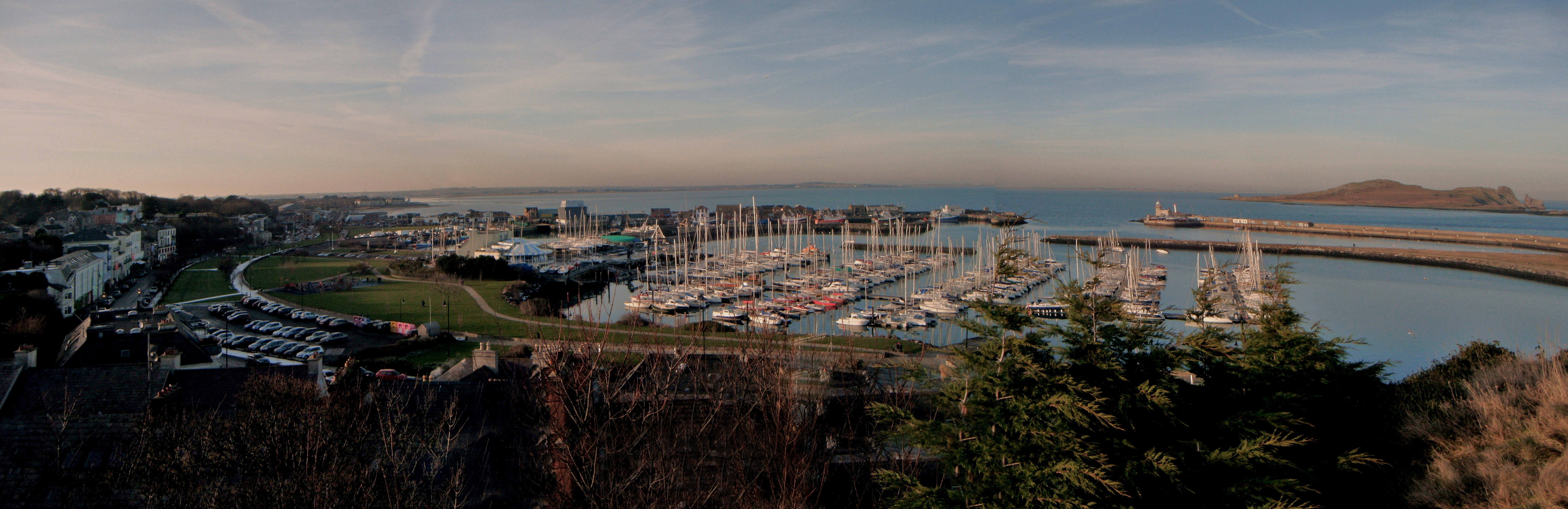
호스

호스(Howth)는 아일랜드 핑걸주의 도시로, 인구는 8,196명이다. 어촌 마을로 유명하다.